# Carbonara Scrivia
Carbonara Scrivia es una localidad y comune italiana de la provincia de Alessandria, región de Piamonte, con 1.066 habitantes.

## Evolución demográfica
| Gráfica de evolución demográfica de Carbonara Scrivia entre 1861 y 2001 |
|                                                                         |
| Fuente ISTAT - elaboración gráfica de Wikipedia                         |